# Карл Бруннер (офіцер СС)
Карл Йозеф Міхаель Отто Бруннер (нім. Karl Josef Michael Otto Brunner; 26 липня 1900, Пассау — 7 грудня 1980, Мюнхен) — німецький юрист, бригадефюрер СС і генерал-майор поліції.

## Біографія
Син старшого поштового інспектора Отто Бруннера і його дружини Антоні, уродженої Ацінгер. З 1906 року відвідував народну школу, а в 1910-17 роках — окружну середню школу в Пассау. 13 вересня 1917 року під час Першої світової війни вступив в якості добровольця в баварську армію, де служив в 16-му піхотному полку «Великий герцог Фердинанд Тосканський». 2 квітня 1919 року демобілізований.
В квітні-червні 1919 року був членом Фрайкору в Хімгау і Пассау. В 1922-23 роках — боєць морської бригади Германа Ергардта. Бруннер також був членом німецького народного союзу оборони і наступу. Згодом вивчав право в Мюнхенському університеті і з 1927 року працював адвокатом.
Після приходу нацистів до влади в 1933 році вступив в НСДАП (квиток № 1 903 388) і СА. Потім перейшов з СА в СС (№ 107 161). В січні-вересні 1935 року служив в Головному управлінні СД. З квітня 1937 по червень 1940 року — начальник гестапо в Мюнхені.
Після початку Другої світової війни і до листопада 1939 року був керівником айнзацкоманди 4, яка входила до складу айнзацгруппи I і діяла на території окупованої Польщі, здійснюючи вбивства польської інтелігенції. Підрозділ Бруннера йшов слідом за 14-ю армією і діяла в Більсько-Білій і Ряшеві. З лютого 1940 по квітень 1944 року — інспектор поліції безпеки і СД в Зальцбурзі. Крім того, з березня 1941 року обіймав посаду начальника відділу Ia в Головному управлінні імперської безпеки.
З середини 1943 року і до кінця війни — керівником СС і поліції в Больцано. 12 вересня 1943 він віддав письмовий наказ південнотірольській службі порядку про затримання і депортації єврейського населення, яке ще залишилось. 13 травня 1945 року заарештований в Больцано союзниками і поміщений в табір для інтернованих, з якого був звільнений в 1948 році.
Бруннер служив в Організації Гелена і в 1956 році вступив на баварську державну службу, де в якості урядового радника працював в земельному установчому раді Пфаффенгофена.

## Звання
- Фенріх (2 квітня 1919)
- Унтерштурмфюрер СС (20 квітня 1935)
- Оберштурмфюрер СС (20 квітня 1936)
- Гауптштурмфюрер СС (20 квітня 1937)
- Штурмбаннфюрер СС (20 квітня 1938)
- Оберштурмбаннфюрер СС (19 квітня 1941)
- Оберфюрер СС (1 травня 1942)
- Генерал-майор поліції (21 жовтня 1942)
- Бригадефюрер СС (9 листопада 1942)

## Нагороди
- Залізний хрест 2-го класу
- Почесний хрест ветерана війни з мечами
- Німецький Олімпійський знак 2-го класу
- Німецька імперська відзнака за фізичну підготовку в золоті
- Хрест Воєнних заслуг 2-го і 1-го класу з мечами
- Застібка до Залізного хреста 2-го класу
- Залізний хрест 1-го класу (10 січня 1945)